# Joseph Adrien Le Roi
Joseph Adrien Le Roi, né le 19 mars 1797 à Versailles et mort le 25 février 1873 dans cette même ville, est un médecin et bibliothécaire français. Il est l'auteur d'un ouvrage décrivant les rues de Versailles.

## Biographie
Il entreprit très jeune des études de médecine. Entré comme élève-chirurgien à l'hospice de Versailles en 1813, il exerça dès 1815 et jusqu'en 1845 comme chirurgien à Versailles tout en menant parallèlement à sa carrière professionnelle des recherches d'érudition. 
En 1845 le conseil municipal le nomma directeur de la bibliothèque de Versailles. Il fut également correspondant du Ministère de l'Instruction Publique pour les Travaux Historiques.
Il est l'auteur, entre autres, de l'ouvrage Histoire de Versailles : de ses rues, places et avenues, depuis l'origine de cette ville jusqu'à nos jours en deux tomes, paru en 1860.
Sa sépulture se trouve au cimetière Notre-Dame de Versailles.

## Œuvres
- Histoire des rues de Versailles depuis l’origine de cette ville jusqu’à nos jours, Hachette Livre, Bibliothèque nationale de France, 1861 (ISBN 978-2013037488).